# La Bastide, Pyrénées-Orientales
La Bastide là một xã thuộc tỉnh Pyrénées-Orientales trong vùng Occitanie phía nam Pháp. Xã này nằm ở khu vực có độ cao trung bình 787 mét trên mực nước biển.